# Biegi narciarskie na Mistrzostwach Świata Juniorów w Narciarstwie Klasycznym 2013
Biegi narciarskie na 33. Mistrzostwach Świata Juniorów odbywały się w dniach 21 - 27 stycznia 2013 roku w czeskim Libercu. Zawodnicy i zawodniczki rywalizowali łącznie w 14 konkurencjach, w dwóch kategoriach wiekowych: juniorów oraz młodzieżowców.

## Wyniki juniorów
| Pozycja | Zawodnik              | Narodowość |
| ------- | --------------------- | ---------- |
|         | Lennart Metz          | Niemcy     |
|         | Wadim Korolew         | Rosja      |
|         | Bjørn Vidar Suhr      | Norwegia   |
| 4.      | Artiom Malcew         | Rosja      |
| 5.      | Sondre Turvoll Fossli | Norwegia   |
| 6.      | Marko Kilp            | Estonia    |

| Pozycja | Zawodniczka           | Narodowość |
| ------- | --------------------- | ---------- |
|         | Stina Nilsson         | Szwecja    |
|         | Victoria Carl         | Niemcy     |
|         | Jewgienia Oszczepkowa | Rosja      |
| 4.      | Natalja Niepriajewa   | Rosja      |
| 5.      | Laura Gimmler         | Niemcy     |
| 6.      | Polina Kowalowa       | Rosja      |

| Pozycja | Zawodnik             | Narodowość | Czas    |
| ------- | -------------------- | ---------- | ------- |
|         | Dmitrij Rostowcew    | Rosja      | 23:32.5 |
|         | Artiom Malcew        | Rosja      | 23:49.3 |
|         | Martin Weisheit      | Niemcy     | 23:50.1 |
| 4.      | Simen Hegstad Krüger | Norwegia   | 23:59.1 |
| 5.      | Roman Tarasow        | Rosja      | 23:59.5 |
| 6.      | Siergiej Małyszew    | Kazachstan | 24:02.2 |

| Pozycja | Zawodniczka         | Narodowość | Czas    |
| ------- | ------------------- | ---------- | ------- |
|         | Victoria Carl       | Niemcy     | 12:35.3 |
|         | Teresa Stadlober    | Austria    | 12:39.6 |
|         | Anastasija Siedowa  | Rosja      | 12:46.7 |
| 4.      | Lea Einfalt         | Słowenia   | 12:48.4 |
| 5.      | Natalja Niepriajewa | Rosja      | 12:49.2 |
| 6.      | Jonna Sundling      | Szwecja    | 12:52.6 |

| Pozycja | Zawodnik             | Narodowość | Czas    |
| ------- | -------------------- | ---------- | ------- |
|         | Dmitrij Rostowcew    | Rosja      | 47:40.2 |
|         | Artiom Malcew        | Rosja      | 47:44.1 |
|         | Aleksiej Czerwotkin  | Rosja      | 47:45.4 |
| 4.      | Simen Hegstad Krüger | Norwegia   | 47:46.7 |
| 5.      | Martin Weisheit      | Niemcy     | 47:57.0 |
| 6.      | Magne Haga           | Norwegia   | 48:28.3 |

| Pozycja | Zawodniczka         | Narodowość | Czas    |
| ------- | ------------------- | ---------- | ------- |
|         | Teresa Stadlober    | Austria    | 27:13.0 |
|         | Nadieżda Szuniajewa | Rosja      | 27:19.6 |
|         | Alisa Żambałowa     | Rosja      | 27:23.9 |
| 4.      | Anastasija Siedowa  | Rosja      | 27:32.0 |
| 5.      | Linn Eriksen        | Norwegia   | 27:38.8 |
| 6.      | Julia Svan          | Szwecja    | 27:40.8 |

| Pozycja | Państwo    | Zawodnicy                                                             | Czas    |
| ------- | ---------- | --------------------------------------------------------------------- | ------- |
|         | Rosja      | Aleksiej Czerwotkin Artiom Malcew Roman Tarasow Dmitrij Rostowcew     | 45:35.5 |
|         | Norwegia   | Bjørn Vidar Suhr Simen Hegstad Krüger Magne Haga Håvard Solås Taugbøl | 45:54.2 |
|         | Szwecja    | Oskar Svensson Marcus Ruus Oscar Ivars Rasmus Hornfeldt               | 46:27.7 |
| 4.      | Francja    | Mathias Dheyriat Clément Parisse Alexandre Pouyé Mickael Philipot     | 46:40.6 |
| 5.      | Niemcy     | Lennart Metz Moritz Madlener Christian Stiebritz Martin Weisheit      | 46:45.7 |
| 6.      | Kazachstan | Siergiej Małyszew Konstantin Borcow Maksim Sjerow Roman Ragozin       | 46:51.7 |

| Pozycja | Państwo  | Zawodniczki                                                                | Czas    |
| ------- | -------- | -------------------------------------------------------------------------- | ------- |
|         | Szwecja  | Julia Svan Sofia Henriksson Jonna Sundling Stina Nilsson                   | 35:41.1 |
|         | Rosja    | Alisa Żambałowa Natalja Niepriajewa Anastasija Siedowa Nadieżda Szuniajewa | 35:43.3 |
|         | Niemcy   | Laura Gimmler Katharina Hennig Julia Belger Victoria Carl                  | 36:31.4 |
| 4.      | Norwegia | Trude Nonstad Fornes Linn Eriksen Marit Robertsen Hilde Losgård Landheim   | 36:46.3 |
| 5.      | Austria  | Lisa Unterweger Teresa Stadlober Anna Seebacher Nathalie Schwarz           | 36:53.7 |
| 6.      | Włochy   | Emanuela Piasco Francesca Baudin Martina Vignaroli Giulia Stürz            | 36:55.9 |

## Wyniki młodzieżowców U23
| Pozycja | Zawodnik               | Narodowość |
| ------- | ---------------------- | ---------- |
|         | Federico Pellegrino    | Włochy     |
|         | Juho Mikkonen          | Finlandia  |
|         | Jewgienij Biełow       | Rosja      |
| 4.      | Sindre Bjørnestad Skar | Norwegia   |
| 5.      | Alexander Wolz         | Niemcy     |
| 6.      | Aanund Lid Byggland    | Norwegia   |

| Pozycja | Zawodniczka          | Narodowość |
| ------- | -------------------- | ---------- |
|         | Jelena Sobolewa      | Rosja      |
|         | Sandra Ringwald      | Niemcy     |
|         | Hanna Kolb           | Niemcy     |
| 4.      | Daria Godowaniczenko | Rosja      |
| 5.      | Ragnhild Haga        | Norwegia   |
| 6.      | Gaia Vuerich         | Włochy     |

| Pozycja | Zawodnik          | Narodowość      | Czas    |
| ------- | ----------------- | --------------- | ------- |
|         | Siergiej Ustiugow | Rosja           | 35:44.1 |
|         | Jewgienij Biełow  | Rosja           | 36:03.8 |
|         | Thomas Bing       | Niemcy          | 36:26.5 |
| 4.      | Andrew Musgrave   | Wielka Brytania | 36:40.6 |
| 5.      | Damien Tarantola  | Francja         | 36:53.7 |
| 6.      | Fabio Clementi    | Włochy          | 36:54.2 |

| Pozycja | Zawodniczka          | Narodowość | Czas    |
| ------- | -------------------- | ---------- | ------- |
|         | Ragnhild Haga        | Norwegia   | 27:50.4 |
|         | Anastasija Słonowa   | Kazachstan | 28:19.9 |
|         | Debora Agreiter      | Włochy     | 28:20.3 |
| 4.      | Sandra Ringwald      | Niemcy     | 28:20.8 |
| 5.      | Tuva Toftdahl Staver | Norwegia   | 28:23.1 |
| 6.      | Kari Øyre Slind      | Norwegia   | 28:32.0 |

| Pozycja | Zawodnik          | Narodowość | Czas      |
| ------- | ----------------- | ---------- | --------- |
|         | Siergiej Ustiugow | Rosja      | 1:11:37.1 |
|         | Jewgienij Biełow  | Rosja      | 1:11:39.6 |
|         | Mark Starostin    | Kazachstan | 1:12:09.5 |
| 4.      | Thomas Bing       | Niemcy     | 1:12:11.7 |
| 5.      | Dmitrij Salnikow  | Rosja      | 1:12:13.6 |
| 6.      | Fabio Clementi    | Włochy     | 1:12:21.3 |

| Pozycja | Zawodniczka        | Narodowość | Czas    |
| ------- | ------------------ | ---------- | ------- |
|         | Ragnhild Haga      | Norwegia   | 40:16.9 |
|         | Debora Agreiter    | Włochy     | 40:18.0 |
|         | Kari Øyre Slind    | Norwegia   | 40:19.2 |
| 4.      | Natalja Żukowa     | Rosja      | 40:40.2 |
| 5.      | Anastasija Słonowa | Kazachstan | 40:53.2 |
| 6.      | Jelena Sobolewa    | Rosja      | 40:54.3 |

## Klasyfikacja medalowa
| Miejsce | Państwo    |   |   |   | złoto · srebro · brąz |
| ------- | ---------- | - | - | - | --------------------- |
| 1.      | Rosja      | 6 | 7 | 5 | 18                    |
| 2.      | Niemcy     | 2 | 2 | 4 | 8                     |
| 3.      | Norwegia   | 2 | 1 | 2 | 4                     |
| 4.      | Szwecja    | 2 | 0 | 1 | 3                     |
| 5.      | Włochy     | 1 | 1 | 1 | 3                     |
| 6.      | Austria    | 1 | 1 | 0 | 2                     |
| 7.      | Kazachstan | 0 | 1 | 1 | 2                     |
| 8.      | Finlandia  | 0 | 1 | 0 | 1                     |